# Rainhill
Rainhill is een civil parish in het bestuurlijke gebied St. Helens, in het Engelse graafschap Merseyside. De plaats telt in 2001 11.913 inwoners.